# هنري ن. فاغنر
هنري ن. فاغنر (بالإنجليزية: Henry N. Wagner)‏ هو طبيب أمريكي، ولد في 12 مايو 1927، وتوفي في 25 سبتمبر 2012.